# Piru Nou
Piru Nou (węg. Újpér) – wieś w Rumunii, w okręgu Satu Mare, w gminie Pir. W 2011 roku liczyła 76 mieszkańców. 